# Mari (famiglia)

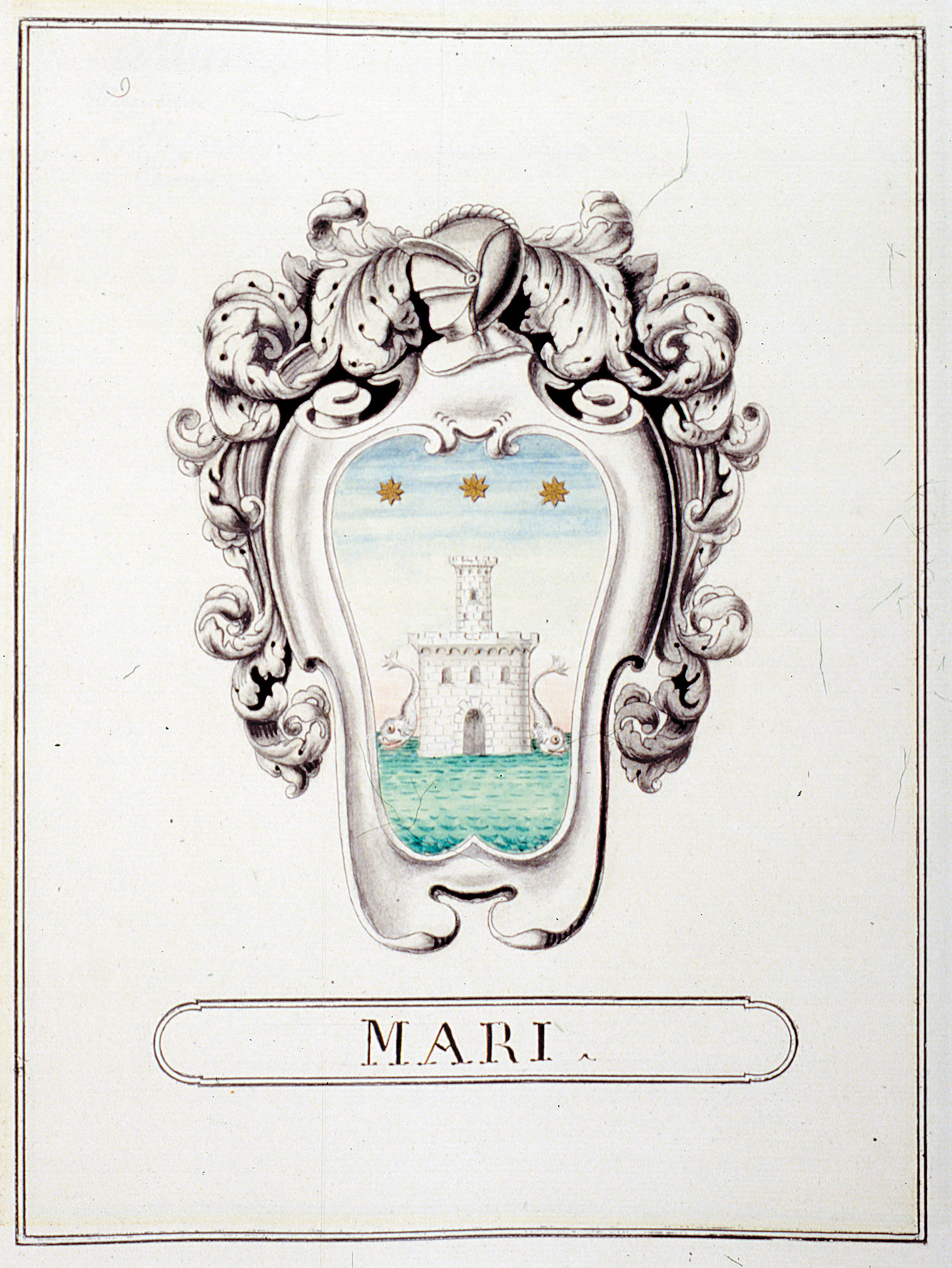
Stemma dei Mari di Pisa

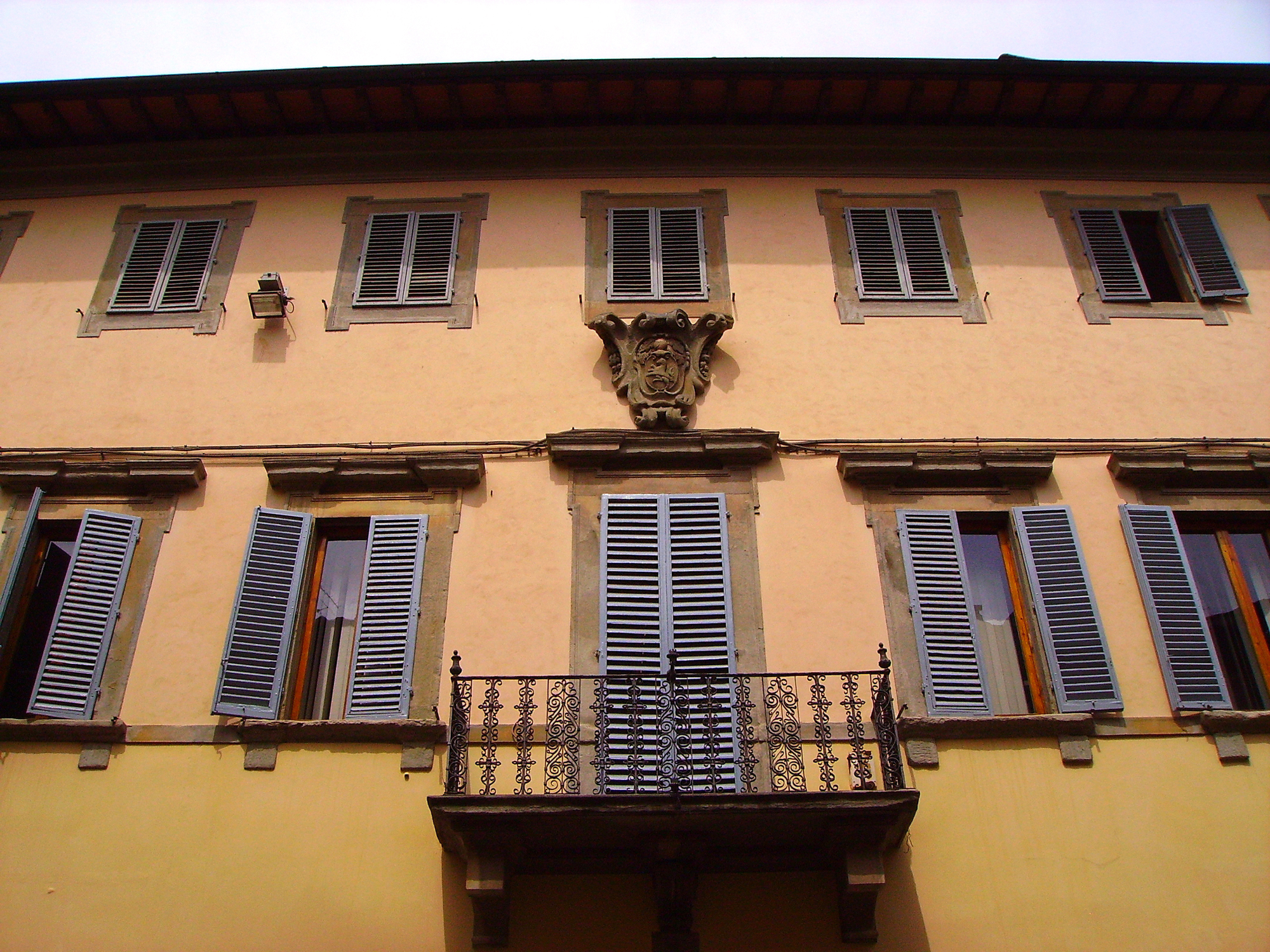
Palazzo Mari a Montevarchi

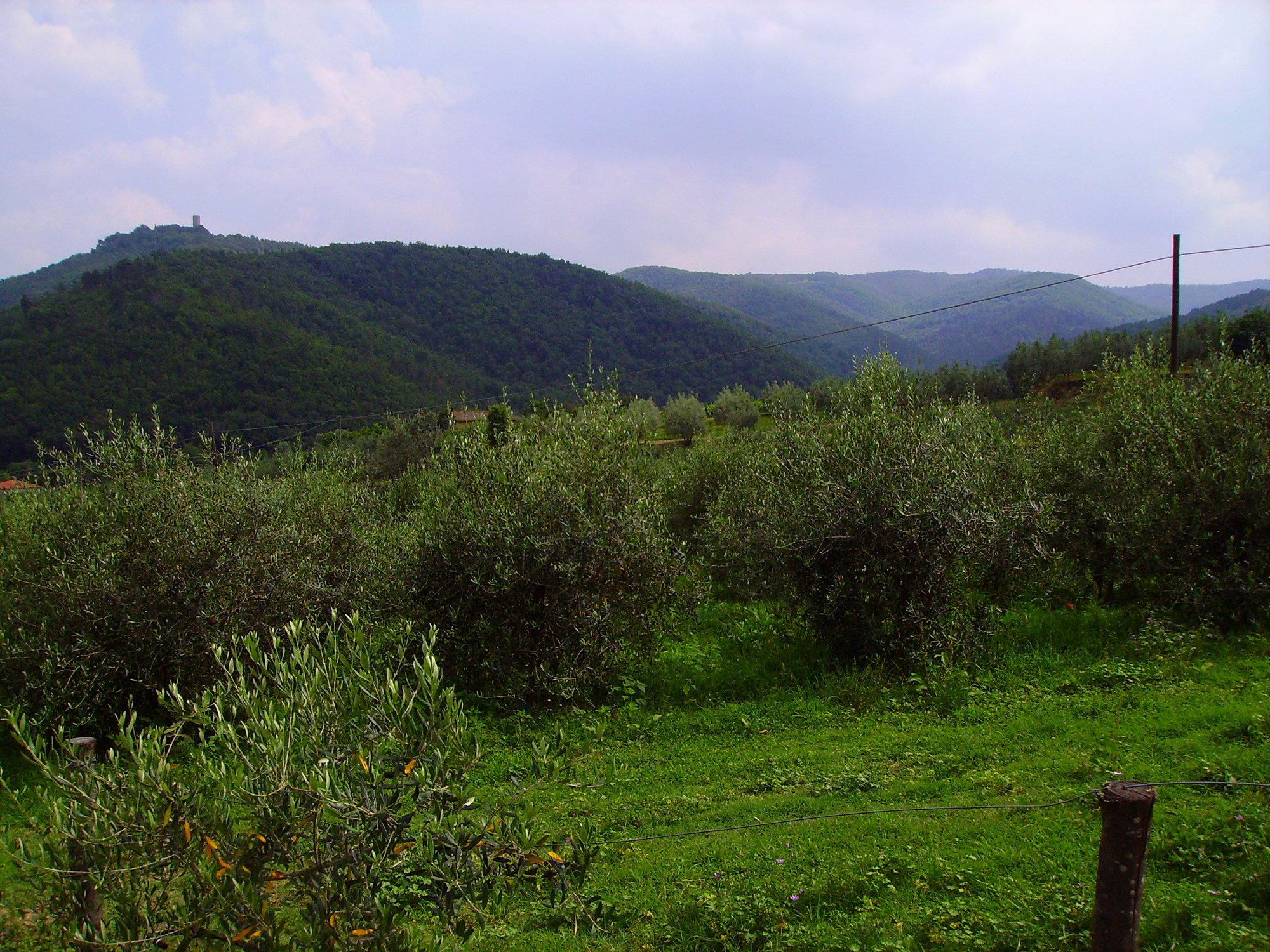
La tenuta delle Muricce a Mercatale

La famiglia Mari era una casata fiorentina del quartiere Santa Croce con rami anche a Montevarchi, Livorno e Pisa.
(Firenze, Deputazione sopra la Nobiltà e Cittadinanza, 1770)

## Storia
Originari di Carmignano, con Mariotto, dal 1618, i Mari, che all'inizio non erano "nobili" nel senso giuridico del termine, cominciarono comunque a comparire nei registri cittadini di Firenze, quartiere Santa Croce, Gonfalone Ruote, che in fondo era la conditio sine qua non, previo censo e patrimonio, per diventarlo.
Mariotto ebbe due figli, Cosimo e Francesco, dai quali presero origine i ceppi dei Mari insediatisi rispettivamente nel contado livornese e in quello fiorentino.
I Mari di Cosimo rimasero legati a Carmignano e, successivamente, con Cosimo di Pier Filippo Mari passarono a Livorno dove, nel 1682, Cosimo sposò Domitilla di Giovanni Santini, nata a Livorno ma di famiglia pistoiese, e insieme misero su un piccolo impero in proprietà terriere.
Poi nel 1710, il loro figlio Pier Filippo prese in moglie Alessandra di Francesco Baldesi che imparentò i Mari con una delle maggiori famiglie borghesi della città. Un matrimonio reso possibile non solo dall'ampio portafoglio fondiario dei Mari ma anche dal fatto che Pier Filippo era Ministro delle Razze granducali e Soprintendente della Posta di Pisa. E proprio a Pisa, nel 1770, i Mari vennero ascritti alla nobiltà grazie a Cosimo Maria, figlio di Pier Filippo e direttore della Dogana di Pisa, che scelse come emblema una torre in mare con due delfini e sormontata da tre stelle.
Francesco invece spostò gli interessi della famiglia a Montevarchi dove acquisì il podere della Valle d'Inferno in località Levane, quello di Malafrasca appena fuori Levane (oggi comune di Pergine Valdarno), e la tenuta delle Muricce presso Mercatale ma soprattutto «un casamento grande a guisa di Palazzo posto nella Terra di Montevarchi nel popolo di S. Lorenzo dell'Insigne Colegiata con facciata principale in Via Maestra con due entrature, che una per detta Via Maestra, l'altra per Via di S. Lorenzo, composto da più case già state demolite» ossia Palazzo Mari, attualmente di proprietà del Monte dei Paschi, più «una Bottega da maniscalco in Via di Cennano».
Pur mantenendo la residenza a Firenze, questo ramo dei Mari cominciò a concentrare le proprie attenzioni quasi esclusivamente su Montevarchi e infatti i figli di Francesco, il dottore Giovan Pietro e Giuseppe Maria, ampliarono ulteriormente i beni montevarchini con l'acquisto di due nuovi poderi in località Moncioni e con una casa padronale di otto stanze nella piazza centrale del paesino. Solo l'altro figlio Anton Lorenzo dirottò i suoi affari altrove comprando a Buti una fattoria e varie tenute tra Fucecchio, Santa Croce sull'Arno e Montecarlo.
Filippo Mari, figlio di Giovan Pietro, attraverso il matrimonio con Francesca di Bartolomeo Nesterini, ricco mezzadro montevarchino e affittuario della Fattoria Granducale negli anni 1749-58, aggiunse al patrimonio di famiglia anche i vigneti e oliveti di Villole, a Moncioni, e un gruppo di case in Montevarchi chiamate all'epoca La Badona.
Da Filippo e Francesca nacquero (e furono entrambi battezzati a Montevarchi), l'8 febbraio 1764, Gio. Pietro Maria Gaspero e, l'11 giugno 1766, Gio. Pietro Lorenzo Maria Baldassarre meglio noto come Lorenzo Mari, comandante nel 1799 delle truppe aretine nei moti antinapoleonici del Viva Maria, e che, per meriti di servizio, finalmente ottenne per i Mari, nel 1802, l'ascrizione anche alla nobiltà fiorentina.
Dal ramo dei Mari di Pisa e Livorno, trasferitosi a Firenze all'inizio del XIX secolo, discende Adriano Mari (1813-1887), patriota e giureconsulto, deputato, presidente della Camera all'epoca di Firenze capitale, ministro di Grazia e Giustizia nel primo ministero Menabrea e infine senatore. Uno dei suo tanti nipoti, Marino Mari (1890-1944) fu anch'egli uomo politico antifascista e morì in campo di sterminio. Un secondo nipote, Adriano Mari (1898-1971) che deve il nome proprio al prozio, fu uomo politico fascista, cofondatore e vice-segretario dell'ANMIG, Associazione Nazionale Mutilati e Invalidi di Guerra, al fianco di Carlo DelCroix.
Nel campo industriale contemporaneo un discendente della Famiglia Mari è Italo Mari (1938-2012) industriale ed Editore, fondatore delle Industrie Grafiche Mari e della Casa editrice Italo Mari Editore con pubblicazioni note come Templari in Cammino e La mia America 